# Mascarade (Lancen)
Mascarade is een compositie voor koperkwintet met een harmonieorkest van de Franse componist Serge Lancen. De première van deze compositie werd verzorgd door het Nationaal Jeugd Harmonie Orkest onder leiding van Jan Cober op 20 juli 1987 op de derde Internationale Conferentie van de World Association for Symphonic Bands and Ensembles inBoston.
Het werk werd op cd opgenomen door het Amsterdam Wind Orchestra onder leiding van Heinz Friesen en door het "Epsilon Brass Ensemble" en de Orchestre d'harmonie de la Garde Republicaine de Paris onder leiding van Roger Boutry.